# Bosniakker
Bosniakker er betegnelsen for den muslimske befolkning i Bosnien-Hercegovina (ikke at forveksle med udtrykket bosnier, som bruges om alle etnisk/religiøse grupper fra Bosnien).
Betegnelsen bosniak er opstået i kølvandet på tilblivelsen af det moderne Bosnien-Hercegovina.
Alle befolkningsgrupper i Bosnien tilhører principielt set samme etniske gruppe, men opdeles pga. religiøst-kulturelle skel ofte i forskellige grupper, der undertiden også betegnes etniske grupper.
Bosniakker har således i forskellige historiske perioder været kaldt forskellige ting ud fra kontekst og politisk strategi. For eksempel har udtrykket bosniske muslimer været brugt indtil krigene i eks-Jugoslavien i 1990'erne. Andre betegnelser er fx tyrkere (på trods af, at de sandsynligvis etnisk set var slaviske), jugoslaver i Jugoslavien og officielt østrig-ungarer under det østrig-ungarske herredømme.
Oprindeligt var Bosniens befolkning kristen (med undtagelse af visse jødiske grupper), men da Bosnien kom under osmannisk herredømme i 1400-tallet konverterede mange til Islam – nogle af religiøse årsager og andre af kulturelle eller økonomiske årsager, da muslimer havde visse skattemæssige fordele i forhold til andre grupper, der dog i øvrigt ikke blev særligt diskrimineret. 
Bosniakkerne har en genetisk blandet oprindelse, hvilket har gjort deres etniske identitet til et tilbagevendende diskussionsemne. Blandt serbere har der historisk været en bekymring for, at den muslimske befolkning i Bosnien ville kunne udvikle sig til en større ghettolignende enklave. Dette ville ifølge nogle serbere potentielt kunne føre til marginalisering af den serbiske og kroatiske befolkning og andre etniske grupper i området.
Igennem det 20. århundrede og op til i dag har religionen fået en stadig mindre rolle i Bosnien og betyder i dag for mange, mere i kraft af det religiøst-kulturelle skel, end som tro.

## Skandinavien
I Danmark bor ca. 16.000 bosniakker.
I Norge bor ca. 17.000 bosniakker.
I Sverige bor ca. 80.000 bosniakker.